# Vescica natatoria

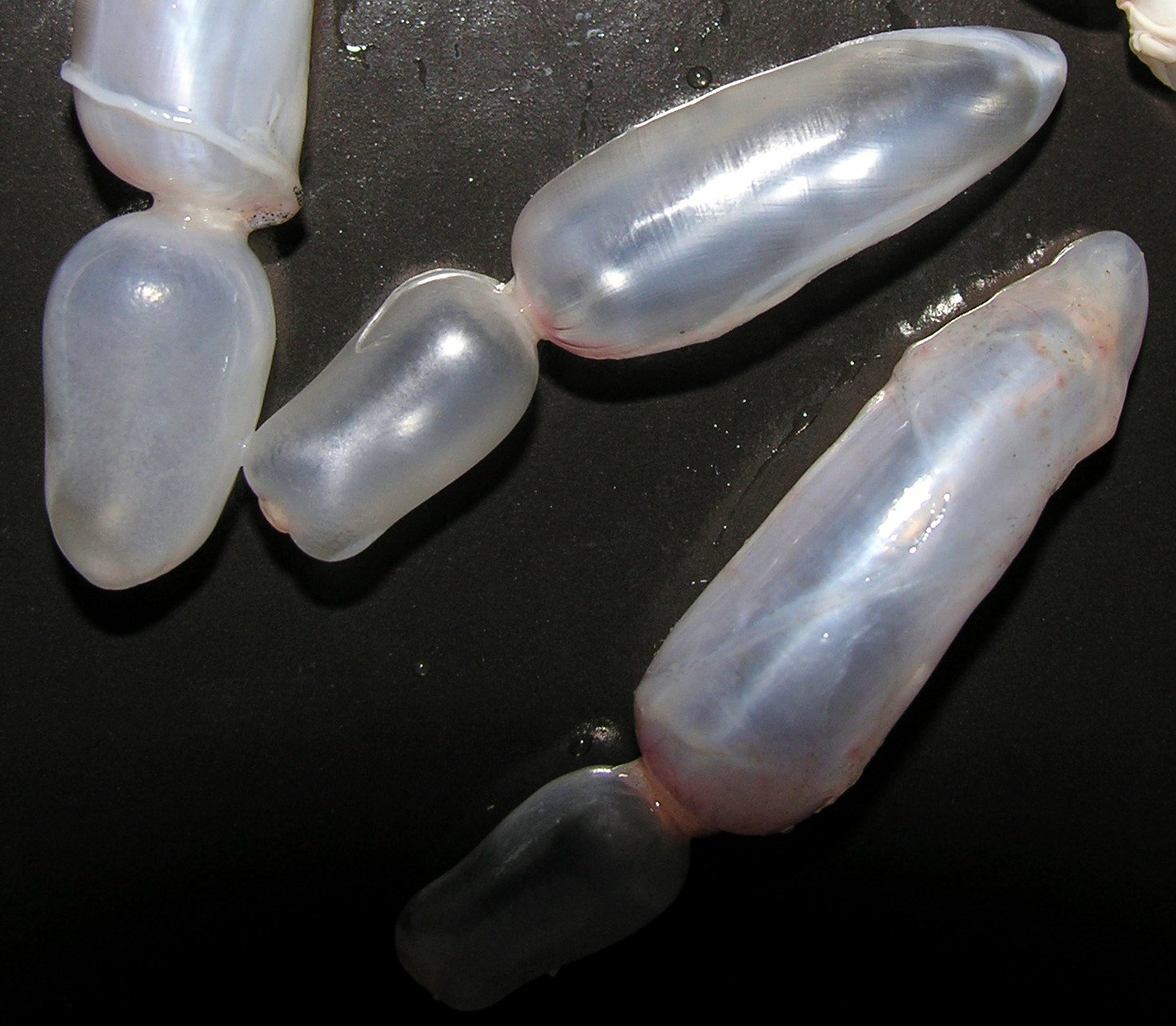
Vesciche natatorie

5. Vescica natatoria

La vescica natatoria è un organo interno dell'anatomia dei pesci che contribuisce alla capacità di molti pesci ossei di controllare il galleggiamento. Essa viene utilizzata per adattare il peso specifico del pesce all'ambiente riempiendosi di gas, sfruttando il principio di Archimede, in modo da poter nuotare consumando meno energia e da poter effettuare spostamenti verticali senza nuotare. Inoltre, la vescica natatoria viene utilizzata come camera di risonanza, per produrre o ricevere suoni. La vescica natatoria è evolutivamente omologa ai polmoni. Charles Darwin la cita come esempio nella sua trattazione L'origine delle specie. Pesci con disfunzioni, malattie o ferite alla vescica natatoria nuotano in maniera sconnessa.
I pesci cartilaginei, come squali e razze, non hanno vesciche natatorie. Alcuni di loro possono controllare la profondità nuotando; altri conservano grassi o oli con densità inferiore a quella dell'acqua per produrre una spinta neutra o quasi neutra, che non cambia con la profondità.

## Anatomia e funzione
La vescica natatoria normalmente consiste di due sacche piene di gas situate nella porzione dorsale del pesce, sebbene in alcune specie primitive sia presente solo una sacca. Le sacche derivano da un'estroflessione dell'esofago. Negli attinotterigi, derivano dalla trasformazione delle primitive sacche polmonari per atrofizzazione del tessuto vascolare. Inoltre, nei pesci fisostomi si ha la presenza del dotto pneumatico, che collega la vescica all'esofago, mentre nei pesci fisoclisti il dotto s'è perduto e la vescica risulta, quindi, isolata dal tubo digerente, e delimitando, in pratica, una "bolla" di ambiente esterno isolata all'interno del corpo. Alla vescica natatoria è associata la rete mirabile, che serve a riempire la vescica di gas contro gradiente, e una valvola denominata ovale, che serve a sgonfiare la stessa. Le pareti della vescica contengono pochissimi vasi sanguigni e sono rivestite con guanina, che la rendono impermeabili ai gas. Regolando l'organo, il pesce può ottenere diversi gradi di galleggiabilità e salire e scendere in un'ampia gamma di profondità. Il condotto pneumatico consente al pesce di riempire o svuotare la vescica natatoria inghiottendo l'aria o espellendola. Nei pesci fisoclisti, ove non vi è la connessione con l'esofago, la vescica viene riempita contro il gradiente di pressione sfruttando l'effetto Bohr e particolarmente l'effetto Root, specifico delle emoglobine dei pesci: un accumulo di lattato diminuisce il pH del sangue acidificandolo, il che diminuisce l'affinità (effetto Bohr) e la capacità (effetto Root) dell'emoglobina per l'ossigeno che allora ne rilascia una certa quantità allo stato gassoso. Nelle fasi iniziali del loro ciclo vitale questi pesci devono salire in superficie per riempire le loro vesciche natatorie, solo nelle fasi di crescita successive, il condotto pneumatico scompare e va a formarsi la ghiandola responsabile dell'introduzione del gas nella vescica. Le vesciche natatorie dei fisoclisti hanno lo svantaggio di impedire l'innalzamento rapido, che potrebbe causare la rottura della vescica.
La composizione dei gas nella vescica è variabile. Nei pesci che vivono in acque superficiali, la composizione si avvicina a quella dell'atmosfera, mentre i pesci che vivono in acque profonde tendono ad avere percentuali più elevate di ossigeno. Ad esempio, è stato osservato che l'anguilla Synaphobranchus ha un rapporto di 75,1% di ossigeno, 20,5% di azoto, 3,1% di anidride carbonica e 0,4% di argon.
La vescica natatoria di alcune specie, principalmente pesci d'acqua dolce (carpa comune, pesce gatto), è interconnessa con l'orecchio interno del pesce e si collega con quattro ossicini dell'Apparato di Weber. Queste ossa, attraverso le loro vibrazioni sono responsabili della capacità di rilevamento del suono di queste specie. Anche in alcuni pesci di acque profonde la vescica natatoria potrebbe essere collegata all'orecchio interno per far sì che il pesce riceva dei suoni. Nel piranha rosso, la vescica gioca un ruolo importante nella produzione dei suoni, che avviene attraverso contrazioni rapide dei muscoli.

## Evoluzione
Le vesciche per il nuoto sono evolutivamente correlate (cioè omologhe) ai polmoni. Si è a lungo ritenuto che i primi polmoni, semplici sacche collegate all'intestino che permettevano l'ingresso di aria in condizioni di scarsità di ossigeno, si fossero evoluti nei polmoni degli attuali vertebrati terrestri e di alcuni pesci. Nel 1997, Farmer propose che i polmoni si fossero evoluti per fornire ossigeno al cuore. Nel pesce, il sangue va dalle branchie direttamente al muscolo scheletrico e solo successivamente arriva al cuore. Durante l'esercizio intenso, l'ossigeno sanguigno viene utilizzato dal muscolo scheletrico prima che raggiunga il cuore. I polmoni primitivi davano un vantaggio evolutivo fornendo al cuore sangue ossigenato attraverso lo shunt cardiaco. Questa teoria è sostenuta dai reperti fossili, e dagli studi di fisiologia sui pesci esistenti. Non esistono animali che hanno sia i polmoni che una vescica natatoria. I pesci cartilaginei (ad esempio gli squali) si sono separati evolutivamente dagli altri pesci circa 420 milioni di anni fa e non hanno polmoni e vesciche natatorie, il che suggerisce che queste strutture si siano evolute dopo questa divisione. Questi pesci hanno due pinne pettorali, simili a ali, che aiutano nel sollevamento vista la mancanza di vesciche natatorie.

## Malattia della vescica natatoria
La malattia della vescica natatoria è un disturbo comune nei pesci d'acquario. Un pesce affetto da disturbi della vescica natatoria può galleggiare con il muso verso il basso, oppure può galleggiare verso l'alto o affondare sul fondo dell'acquario.

## Strato riflettente profondo
Gli operatori del sonar durante la seconda guerra mondiale, notarono quello che sembrava essere un falso fondo marino presente a 300-500 metri di profondità durante giorno e meno profondo durante la notte. Ciò è dovuto a milioni di organismi marini, in particolare a piccoli pesci mesopelagici, che riflettono il sonar. Questi organismi migrano verso acque più basse al tramonto per nutrirsi di plancton. La maggior parte dei pesci mesopelagici effettua quotidianamente migrazioni verticali, spostandosi di notte nella zona epipelagica, seguendo le migrazioni degli zooplancton e ritornando nelle profondità durante il giorno, per mettersi al riparo da eventuali predatori. Queste migrazioni si verificano su grandi distanze verticali e sono intraprese grazie alla vescica natatoria che, date le alte pressioni nella zona mesoplegica, richiede anche un'energia significativa. Mentre il pesce sale, la pressione nella camera oscilla e deve essere regolata per evitare che scoppi. Quando il pesce vuole tornare alle profondità, la vescica viene sgonfiata. Alcuni pesci mesopelagici effettuano migrazioni quotidiane attraverso il termoclino, dove la temperatura varia tra 10 e 20 °C, mostrando una notevole tolleranza al cambiamento di temperatura.
Il campionamento tramite pesca a strascico indica che il pesce lanterna rappresenta il 65% di tutte le biomasse di pesci di alto mare, sono tra i vertebrati più distribuiti, numerosi e diversi, e svolgono un ruolo ecologico importante poiché sono preda di organismi più grandi. La biomassa globale stimata dei pesci lanterna è di 550-660 milioni di tonnellate, più grande di quella dell'intera pesca mondiale. I pesci lanterna rappresentano anche gran parte della biomassa responsabile dello strato di dispersione profonda degli oceani del mondo.

## Utilizzi umani
In alcune zone dell'Asia la vescica natatoria è considerata una specialità gastronomica. Vengono utilizzati principalmente quelle di pesci di grandi dimensioni, e in Cina sono conosciuti come fauci di pesce (花 膠 / 鱼鳔) e sono serviti in zuppe o stufati. Il consumo di questo alimento è la causa indiretta del rischio di estinzione per la vaquita, la più piccola focena esistente. Questo cetartiodattilo vive nella parte più interna del Golfo della California, in Messico, e conta circa 12 l esemplari in tutto. L'estinzione del delfino è dovuta alle reti usate per catturare la totoaba (il più grande pesce tamburo del mondo) la cui vescica può valere fino a 10000 $ al chilogrammo. Anche quest'ultimo è ormai a rischio di estinzione.
Le vesciche natatorie sono utilizzate anche nell'industria alimentare come fonte di collagene. Possono essere trasformati in colla resistente all'acqua, o utilizzati per produrre la colla di pesce per la chiarificazione della birra. In passato erano usate per produrre i preservativi. I chimici di inizio novecento utilizzavano la vescica natatoria come membrana di dialisi.